# Independent Schools Education Association
Die Independent Schools Education Association (ISEA) ist eine Gewerkschaft für Beschäftigte in unabhängigen Schulen in Neuseeland.

## Geschichte
Die Gewerkschaft wurde 1967 als Independent Secondary Schools Assistant Teachers Association (ISSATA) gegründet, aber am 5. August 1968 unter dem Namen The Independent School Teachers Association of New Zealand Incorporated (ISTANZ) offiziell registriert. 1989 wurde nach Angabe der Gewerkschaft das Wort „Assistant“ aus dem Namen gestrichen, das aber bereits im registrierten Namen von 1968 nicht vorhanden war. Diese Ungereimtheit ließ sich nicht klären. Die Namensänderung auf Independent Schools Education Association wurde von der Gewerkschaft dann im Jahr 2007 durchgeführt und muss wohl laut New Zealand Companies Office erst am 17. April 2025 durch eine erneute Registrierung offiziell geworden sein.

## Gewerkschaft
Die Independent Schools Education Association zählt mit knapp über 1000 Mitglieder zu den kleinsten Arbeitnehmervertretungen in Neuseeland und konzentriert sich auf die Berufsgruppen, die in nichtstaatlichen schulischen Bildungseinrichtungen beschäftigt sind. Im Bereich von Vergünstigungen für ihre Mitglieder verhandelt die Gewerkschaft zusammen mit dem New Zealand Educational Institute (NZEI) und der New Zealand Post-Primary Teachers Association (PPTA), verhandelt aber mit den Arbeitgebern unabhängig von den anderen Gewerkschaften.